# Azzo VI d'Este
Azzo VI d'Este, chiamato anche Arco o Azzolino (Ferrara, 1170 – Verona, novembre 1212), è stato un condottiero italiano.

## Biografia

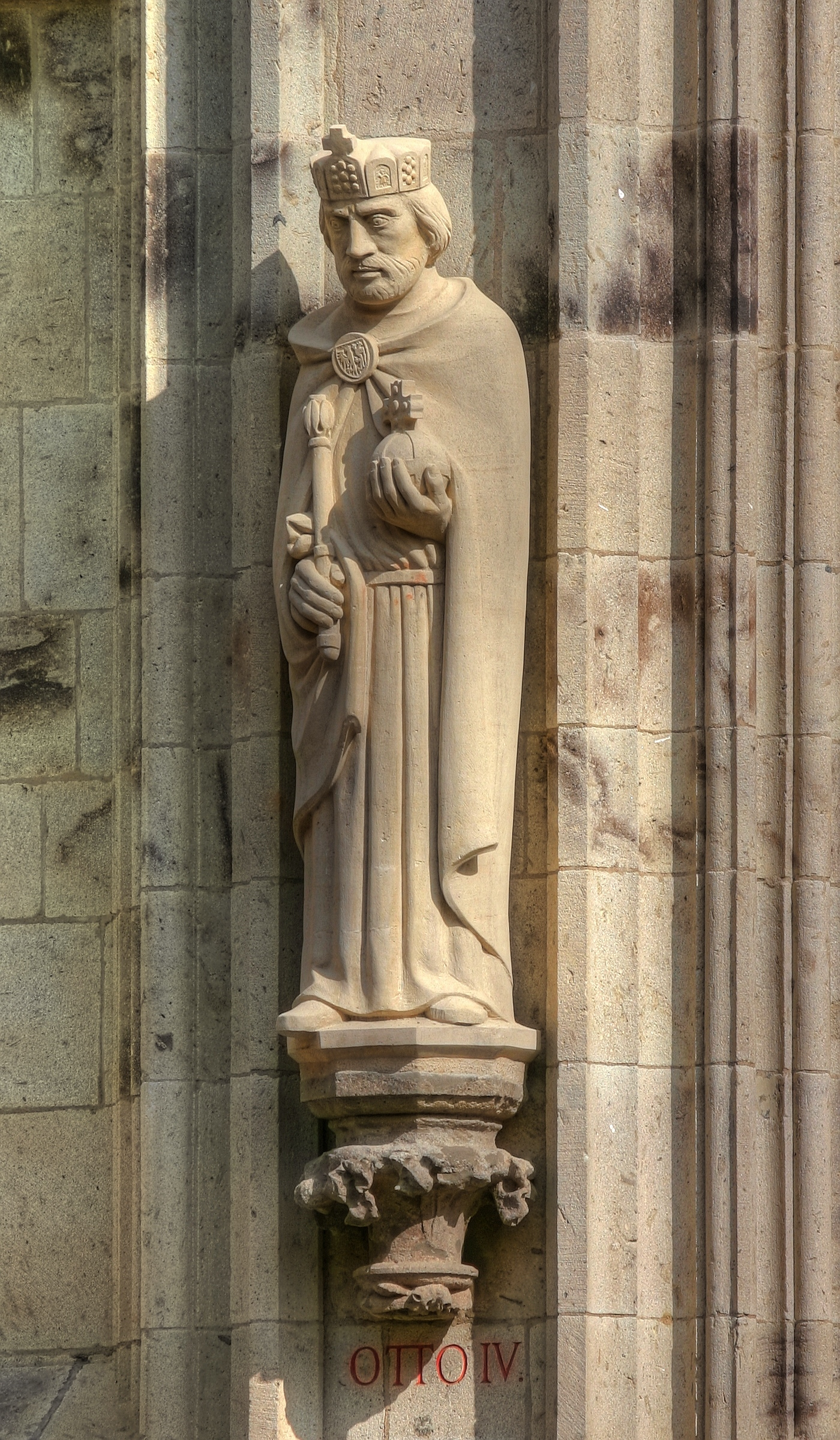
Ottone IV di Brunswick, scultura sulla parete ovest della torre civica del Municipio di Colonia

Nipote di Obizzo I d'Este e di Sofia da Lendinara, non succedette al padre, morto prematuramente, ma al nonno. Già dal 1160 la sua casata poteva ufficialmente fregiarsi del titolo di Marchese di Ferrara. Ottenne il dominio della famiglia estense su Rovigo dall'imperatore Enrico VI nel 1194, che lo nominò conte. Fu poi eletto podestà di Ferrara nel 1196.
Nel 1186 circa gli era stata promessa in sposa Marchesella Adelardi, unica erede della famiglia Adelardi, ma, secondo alcune fonti, il matrimonio non venne celebrato. Nel 1189 sposò Sofia Aldobrandini, dalla quale ebbe un figlio. Sposò poi in seconde nozze Sofia di Savoia, dalla quale ebbe una figlia.
Sposò infine in terze nozze, nel 1204, Alice di Châtillon, dalla quale ebbe due figli.

### Carriera militare
Gli Este scelsero la parte guelfa e Azzo, opponendosi a Salinguerra Torelli, che apparteneva alla fazione ghibellina, intraprese una guerra sanguinosa che cominciò nel 1205 con l'assedio del castello di Fratta Polesine. Il castello fu espugnato, ma Salinguerra chiese soccorso a Ezzelino II da Romano e gli fu possibile cacciare gli estensi da Ferrara, mentre Azzo si trovava a Verona. Nel 1208 Azzo VI riuscì a sconfiggere sia Salinguerra II Torelli sia Ezzelino e venne riconosciuto signore delle due repubbliche di Ferrara e di Verona, ottenendo l'investitura anche dall'imperatore Ottone IV di Brunswick. Sembra un falso storico quindi l'atto dell'elezione a capo della città di Ferrara da parte del popolo, che sarebbe avvenuta nel 1208.
Quando Ottone IV venne in Italia, fece pacificare le casate Este e Salinguerra. Poco dopo i Salinguerra entrarono nella lega di papa Innocenzo III contro l'imperatore, ma nel 1210 il papa nominò Azzo VI marchese della marca di Ancona.

### Morte

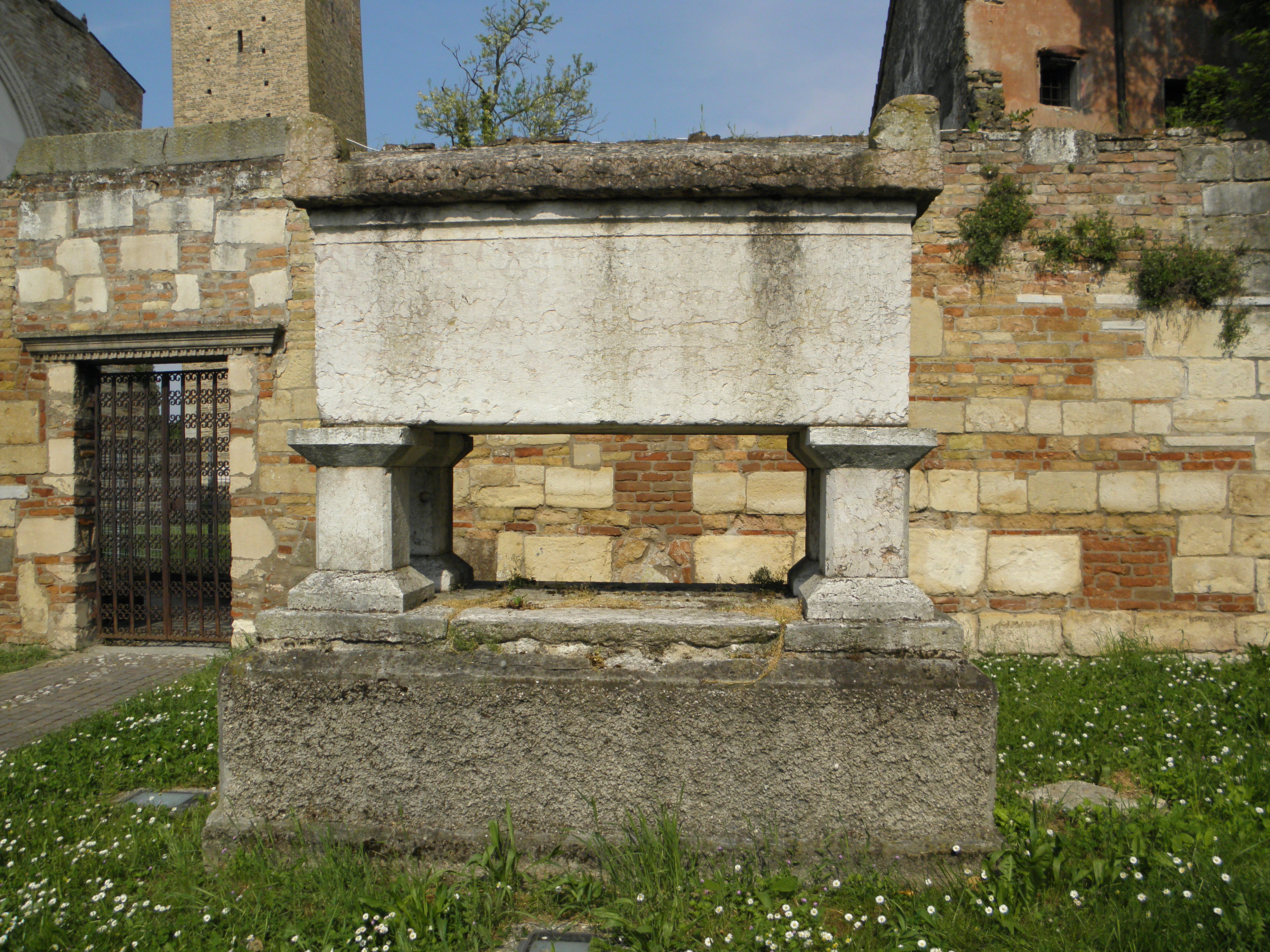
Il sarcofago che conteneva i resti di Azzo VI d'Este e Alice di Châtillon nella piazza antistante l'abbazia della Vangadizza a Badia Polesine

Nel 1212 Azzo entrò in guerra ancora una volta contro Ezzelino per sostenere i vicentini, ma fu sconfitto a Pontalto presso Vicenza. Si rifugiò a Verona, ove morì nel mese di novembre dello stesso anno.

## Discendenza
Azzo e Sofia Aldobrandini ebbero un figlio:
- Aldobrandino.

In seconde nozze con Sofia di Savoia, figlia di Umberto III di Savoia, ebbe una figlia:
- Beatrice.

Dalla terza moglie Alice di Châtillon ebbe due figli:
- Costanza;
- Azzo VII.

## Ascendenza
|                 |   |                    | Genitori |  |  | Nonni |  |  | Bisnonni       |  |  | Trisnonni              |  |
|                 |   |                    |          |  |  |       |  |  | Folco I d'Este |  |  | Alberto Azzo II d'Este |  |
|                 |   |                    |          |  |  |       |  |  | Folco I d'Este |  |  | Alberto Azzo II d'Este |  |
|                 |   | Gersenda del Maine |          |  |  |       |  |  | Folco I d'Este |  |  |                        |  |
| Obizzo I d'Este |   |                    |          |  |  |       |  |  | Folco I d'Este |  |  |                        |  |
|                 |   | …                  | …        |  |  |       |  |  |                |  |  |                        |  |
|                 |   | …                  | …        |  |  |       |  |  |                |  |  |                        |  |
|                 |   | …                  | …        |  |  |       |  |  |                |  |  |                        |  |
| Azzo V d'Este   |   | …                  |          |  |  |       |  |  |                |  |  |                        |  |
|                 |   | …                  | …        |  |  |       |  |  |                |  |  |                        |  |
|                 |   | …                  | …        |  |  |       |  |  |                |  |  |                        |  |
|                 |   | …                  | …        |  |  |       |  |  |                |  |  |                        |  |
| Sofia Lendinara |   | …                  |          |  |  |       |  |  |                |  |  |                        |  |
|                 |   | …                  | …        |  |  |       |  |  |                |  |  |                        |  |
|                 |   | …                  | …        |  |  |       |  |  |                |  |  |                        |  |
|                 |   | …                  | …        |  |  |       |  |  |                |  |  |                        |  |
| Azzo VI d'Este  |   | …                  |          |  |  |       |  |  |                |  |  |                        |  |
|                 | … | …                  |          |  |  |       |  |  |                |  |  |                        |  |
|                 | … | …                  |          |  |  |       |  |  |                |  |  |                        |  |
|                 | … | …                  |          |  |  |       |  |  |                |  |  |                        |  |
| …               | … |                    |          |  |  |       |  |  |                |  |  |                        |  |
|                 |   | …                  | …        |  |  |       |  |  |                |  |  |                        |  |
|                 |   | …                  | …        |  |  |       |  |  |                |  |  |                        |  |
|                 |   | …                  | …        |  |  |       |  |  |                |  |  |                        |  |
| …               |   | …                  |          |  |  |       |  |  |                |  |  |                        |  |
|                 |   | …                  | …        |  |  |       |  |  |                |  |  |                        |  |
|                 |   | …                  | …        |  |  |       |  |  |                |  |  |                        |  |
|                 |   | …                  | …        |  |  |       |  |  |                |  |  |                        |  |
| …               |   | …                  |          |  |  |       |  |  |                |  |  |                        |  |
|                 |   | …                  | …        |  |  |       |  |  |                |  |  |                        |  |
|                 |   | …                  | …        |  |  |       |  |  |                |  |  |                        |  |
|                 |   | …                  | …        |  |  |       |  |  |                |  |  |                        |  |
|                 |   | …                  |          |  |  |       |  |  |                |  |  |                        |  |